# Rhagonycha catei
Rhagonycha catei es una especie de coleóptero de la familia Cantharidae.

## Distribución geográfica
Habita en Turquía.